# 26 décembre 1948
Le dimanche 26 décembre 1948 est le 361e jour de l'année 1948.

## Naissances
- Anabel Torres, écrivaine colombienne
- Chris Chambliss, joueur américain de baseball
- Heinz Werner Kraehkamp (mort le 24 novembre 2012), acteur allemand
- Raymond Zembri, athlète français
- Sergey Savelyev (mort le 29 octobre 2005), fondeur soviétique

## Décès
- Frederic Ullman junior (né le 19 avril 1903), producteur de cinéma américain
- Hélène de Mandrot (née le 27 novembre 1867), artiste, animatrice et mécène suisse
- Pierre Girieud (né le 17 juin 1876), peintre français